# Kidzina

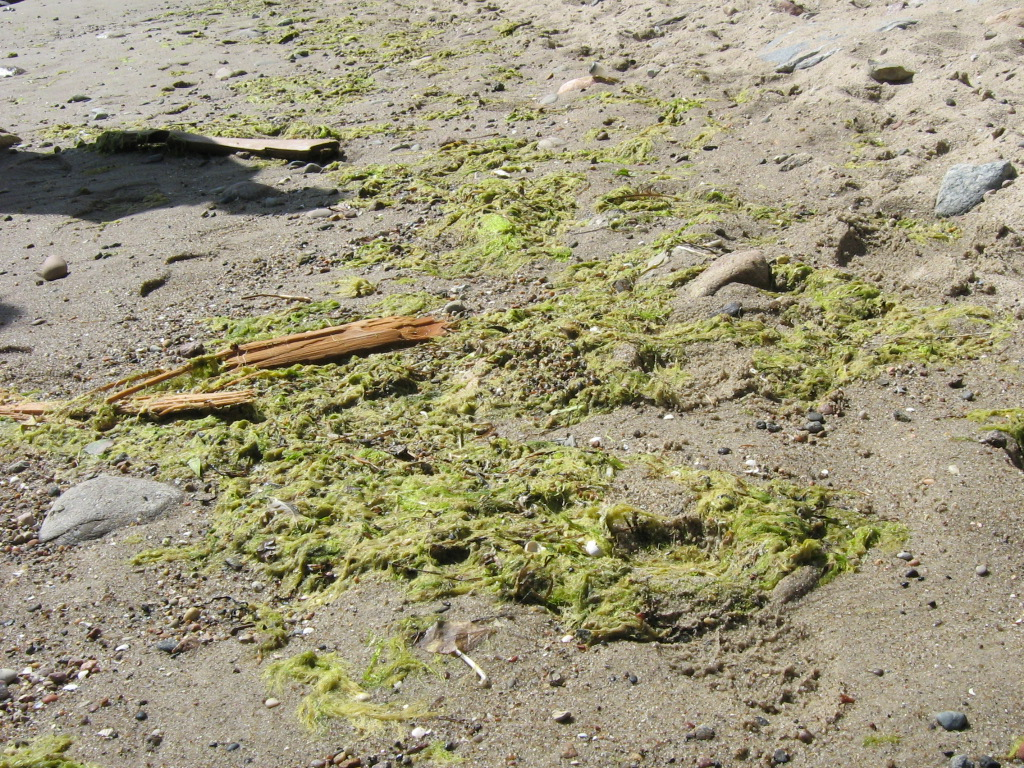
Kidzina na plaży pod Kępą Redłowską

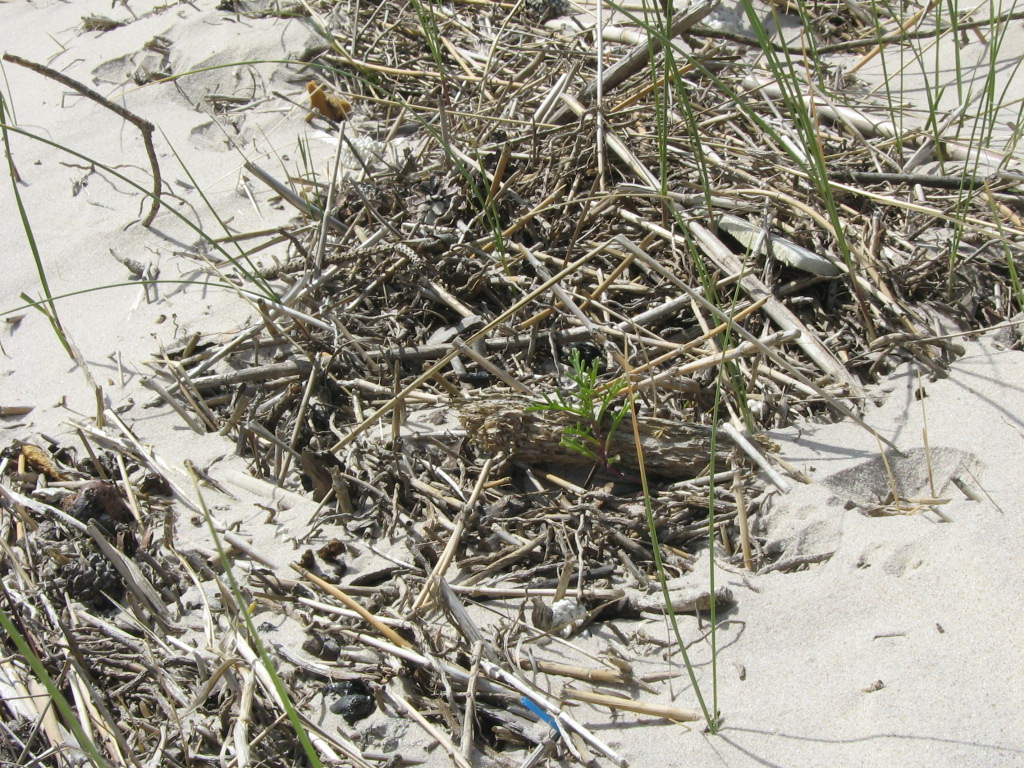
Kidzina na plaży w Słowińskim Parku Narodowym. Rukwiel nadmorska

Kidzina – wał plażowy utworzony przez organiczne szczątki wyrzucone przez fale na brzeg morza. Składa się głównie ze szczątków wodorostów morskich. Oprócz tego może zawierać szczątki zwierzęce, np. martwe ryby lub meduzy, muszle, a także bursztyn i szczątki pochodzące pierwotnie z lądu (np. drewno, szczątki lądowych bezkręgowców).
Ze względu na dynamiczny charakter siedliska rośliny je zasiedlające są roślinami jednorocznymi i tolerują specyficzne warunki edaficzne (są halofitami i psammofitami). Ze względu na dużą ilość rozkładającej się materii organicznej, siedlisko to bogate jest w azot i rośliny występujące na kidzinie są także roślinami nitrofilnymi. Poza roślinami kidzinę zasiedlają detrytofagi i żerują w niej ptaki siewkowe.
W Polsce (nad Bałtykiem) kidzina tworzona jest głównie przez szczątki gałęzatki, ulwy sałatowej, morszczynu pęcherzykowatego, zostery morskiej, widlika i gałęzie przybrzeżnych drzew i krzewów faszynowych. Kidzinę porasta zespół roślinności Atriplicetum littoralis, budowany przez takie gatunki jak: łoboda zdobna (Atriplex calotheca), łoboda nadbrzeżna (A. littoralis), łoboda oszczepowata odm. solna (Atriplex prostrata var. salina), rukwiel nadmorska (Cakile maritima), maruna nadmorska typowa (Matricaria maritima ssp. maritima), solanka kolczysta (Salsola kali ssp. kali).

## Zagrożenia i ochrona
Kidzina stanowi siedlisko przyrodnicze chronione w sieci Natura 2000. Jest siedliskiem nietrwałym – jest niszczone przez fale morskie, zwłaszcza podczas szkwałów i sztormów. Ostatecznie jest niszczone przez zimowy wysoki stan wody. Na plażach rekreacyjnych szczątki organiczne tworzące siedlisko kidziny są traktowane jak odpady i usuwane.
Te same mechanizmy, które powodują zbieranie się naturalnej kidziny mogą skutkować zbieraniem się wraz z nią rozmaitych odpadów, zwłaszcza plastikowych. Zarówno odpady, jak i ich mechaniczny zbiór mogą powodować degradację siedliska. Część gatunków charakterystycznych dla tego siedliska to rośliny zagrożone w Polsce lub tu zaginione.